# Fumouze
Fumouze – francuski pływak, uczestnik Letnich Igrzysk 1900 w Paryżu.
Na igrzyskach startował w konkurencjach pływackich: 1000 i 4000 metrów stylem dowolnym oraz 200 metrów stylem grzbietowym. We wszystkich z nich odpadł w pierwszej rundzie.